# Incidente della metropolitana di Mosca del 2014
L’incidente della metropolitana di Mosca del 2014 è avvenuto il 15 luglio 2014 alle ore 8.40 (ora di Mosca, UTC+4), quando un treno della metropolitana di Mosca è deragliato tra le stazioni di Park Pobedy e Slavjanskij Bul'var sulla linea Arbatsko-Pokrovskaja.
Con 24 vittime e circa 160 feriti è stato il più grave incidente nella storia della metropolitana di Mosca e il secondo occorso a causa di un guasto tecnico, dopo quello della stazione di Aviamotornaja nel 1982.

## Antefatti
La metropolitana di Mosca è una delle più frequentate al mondo: viene utilizzata ogni giorno mediamente da 9 milioni di persone, è lunga 325,4 chilometri e comprende almeno 194 stazioni. Nonostante abbia una buona fama di affidabilità, negli ultimi anni ha sofferto di cattiva gestione, continui tagli dei costi, scarsa manutenzione e interruzioni del servizio.

## L'evento

Il luogo del deragliamento. ((Mappa interattiva)

Il deragliamento avvenne 300 metri dopo la stazione di Park Pobedy, in direzione di quella di Slavjanskij Bul'var, dove vi è uno scambio ferroviario che porta ad un ramo non utilizzato della linea Kalininskaja. Lo scambio era stato installato appena una settimana prima dell'incidente.
Il deragliamento ha provocato un calo di tensione sulla linea ed un altro convoglio, che si trovava nella stessa galleria a circa 200 metri da Slavjanskij Bul'var, è rimasto bloccato e i passeggeri sono stati fatti evacuare. Non ci sono stati feriti su quel treno.
Inizialmente si è parlato di un picco di tensione come possibile causa dell'incidente, ma la cosa non è stata confermata e le indagini non sono ancora concluse. I passeggeri del treno hanno riferito che l'impatto è avvenuto frontalmente e i vagoni si sono accatastati uno sull'altro. Soltanto gli ultimi due vagoni sono rimasti sui binari e hanno subito solo lievi danni.

## Vittime
24 persone hanno perso la vita a causa dell'incidente e 118 persone sono state portate in ospedale, di cui 42 in gravi condizioni. 17 delle vittime erano cittadini russi, 2 venivano dal Tagikistan, 2 dalla Cina e 3 da Ucraina, Moldavia e Kirghizistan rispettivamente. Altre 200 persone sono state evacuate dalla metropolitana. Il macchinista del treno è sopravvissuto, ma è stato sottoposto ad un intervento chirurgico alla testa.
Un testimone ha riferito che:
(Andrey Zenin, passeggero sopravvissuto all’incidente.)
Un portavoce della commissione dei trasporti ha affermato che a mezzogiorno l'evacuazione delle persone dalle stazioni coinvolte era completa. Il sospetto di un attacco terroristico è stato quasi subito allontanato. Nella prima mattina del 17 luglio il personale ha terminato la rimozione dei rottami trovando altre vittime. Alla fine 17 corpi sono stati rinvenuti tra i rottami, mentre le altre vittime sono morte per le ferite riportate entro 24 ore dall'incidente. Le riparazioni nella galleria sono cominciate all'una di notte del 18 luglio e si sono concluse alle sei del mattino dello stesso giorno.

## Indagini
Il 15 luglio il Comitato investigativo della Federazione Russa ha aperto un'indagine sull'incidente. Gli investigatori hanno supervisionato il luogo dell'evento e interrogato testimoni e dipendenti. Vladimir Markin, il rappresentante del Comitato investigativo, ha affermato che sono state prese in considerazione diverse possibili cause per l'incidente, le quali erano tutte tecniche e nessuna aveva a che fare con un possibile attacco terroristico.
Il 16 luglio due dipendenti della metropolitana, che avevano lavorato all'installazione del nuovo scambio, sono stati arrestati con l'accusa di negligenza. Secondo gli inquirenti, essi hanno installato scorrettamente lo scambio due mesi prima utilizzando un cavo spesso 3 mm invece dei dispositivi necessari per bloccare in sicurezza il deviatoio, che conduce in una galleria incompleta. Il cavo si è poi spezzato e lo scambio si è bloccato in una posizione intermedia, causando il deragliamento del treno. Un altro fattore che secondo gli investigatori ha contribuito al deragliamento è stata la velocità, in quanto il treno precedente, che ha attraversato lo scambio circa 3 o 4 minuti prima dell'incidente, procedeva a bassa velocità e per questo non è deragliato.
Il 22 luglio Ivan Besedin, amministratore delegato della metropolitana di Mosca, è stato rimosso dal suo incarico dal sindaco Sergey Sobyanin. Besedin è stato sostituito dall'ex AD del ramo ad alta velocità delle Ferrovie russe Dmitry Pegov, con l'obiettivo di ripristinare la fiducia nella sicurezza della metropolitana.